# Peter Craemer
Peter Emil Craemer (* 28. Januar 1865 in Wesel; † 28. September 1943 in Bückeburg) war ein deutscher Post- und Ministerialbeamter.

## Leben
Peter Craemer besuchte in Wesel ein Gymnasium und schloss sein Abitur ab.
Er trat in den höheren Postdienst ein und wurde 1907 Postrat. 1912 kam er zunächst als Aushilfe zur Leitung des Telegraphiebauwesens in das Reichspostamt. Ab diesem Zeitpunkt engagierte er sich für den Ausbau des Fernkabelnetzes, wozu er auch vielfach publizierte. Später wurde er ständiger Hilfsarbeiter.
Ab Juni 1914 war er im Reichspostamt Geheimer Postrat und Vortragender Rat und 1918 Geheimer Oberpostrat. In diesem Zeitraum arbeitete er in der Abteilung II.
In der Weimarer Republik war er um 1922 als Ministerialrat in der Abteilung II (Technische Einrichtungen der Fernsprechanstalten) im Reichspostministerium und war hier ab 1926 als Ministerialdirektor Leiter der Abteilung III (Telegraphen- und Funkwesen). 1929 ging er in den Ruhestand.
Peter Cramer vertrat völkisch-antisemitische Ansichten und gründete gemeinsam u. a. mit Friedrich Lange 1894 den Deutschbund.
Ab 1905 war er Mitglied des VDE, gehörte von 1922 bis 1925 dem Vorstand des VDE an und wurde in der Amtszeit 1926/27 zum Vorsitzenden gewählt. Ab 1930 war er im Verwaltungsrat des Deutschen Museums in München.
1923 erhielt er durch die Technische Hochschule Danzig die Ehrendoktorwürde verliehen. 1933 wurde er anlässlich der 100-Jahr-Feier des elektromagnetischen Telegraphen mit der Gauß-Weber-Gedenkmünze der Universität Göttingen ausgezeichnet. Um 1941 war er Mitglied des Aufsichtsrates der Norddeutschen Seekabelwerke AG in Nordenham.
Er war Mitglied der Redaktion der ETZ und Herausgeber des Atlas des Weltfernsprechnetzes, welcher ab 1935 in mehreren Auflagen erschien.
Peter Craemer war mit Berta, geb. Schaumann, verheiratet und ihr drittes Kind war der spätere Historiker Rudolf Craemer.

## Werke (Auswahl)
- gemeinsam mit Adolf Franke: Länderkarten des europäischen Fernsprechnetzes. Europäischer Fernsprechdienst, 1929, in mehreren Auflagen.
- Erlebtes im Werden deutscher Fernmeldetechnik. Europäischer Fernsprechdienst, 1940.
- Geschichte der deutschen Fernmeldekabel, Band 1, Mittler, Berlin, 1940.